# 波迪溫

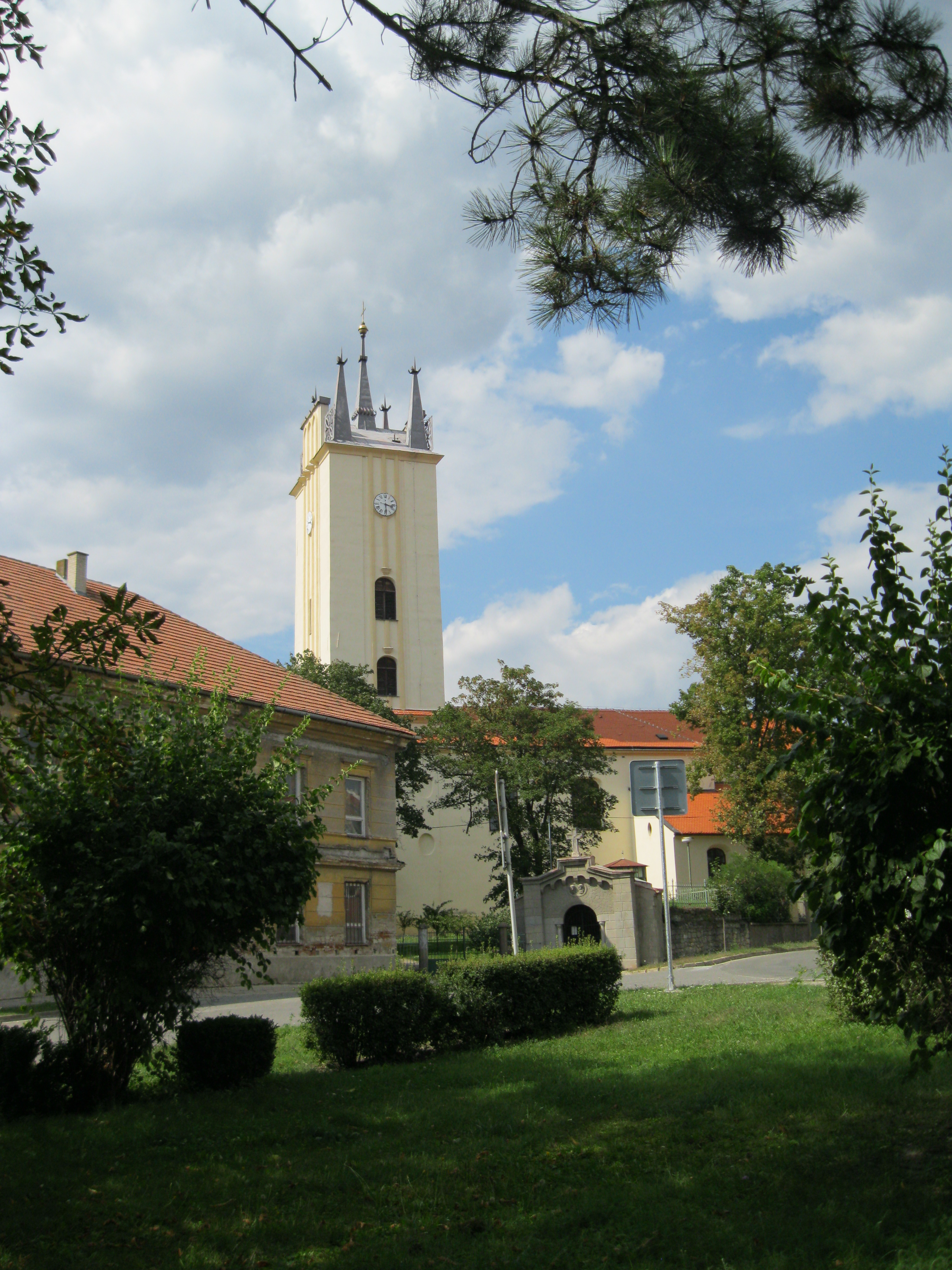
波迪溫

波迪溫是捷克的城鎮，位於該國東南部，距離布熱茨拉夫8公里，由南波希米亞州負責管轄，面積17.75平方公里，海拔高度165米，2012年人口2,907。

## 外部連結
- 市政府网站 （页面存档备份，存于）